# سگ پلیس

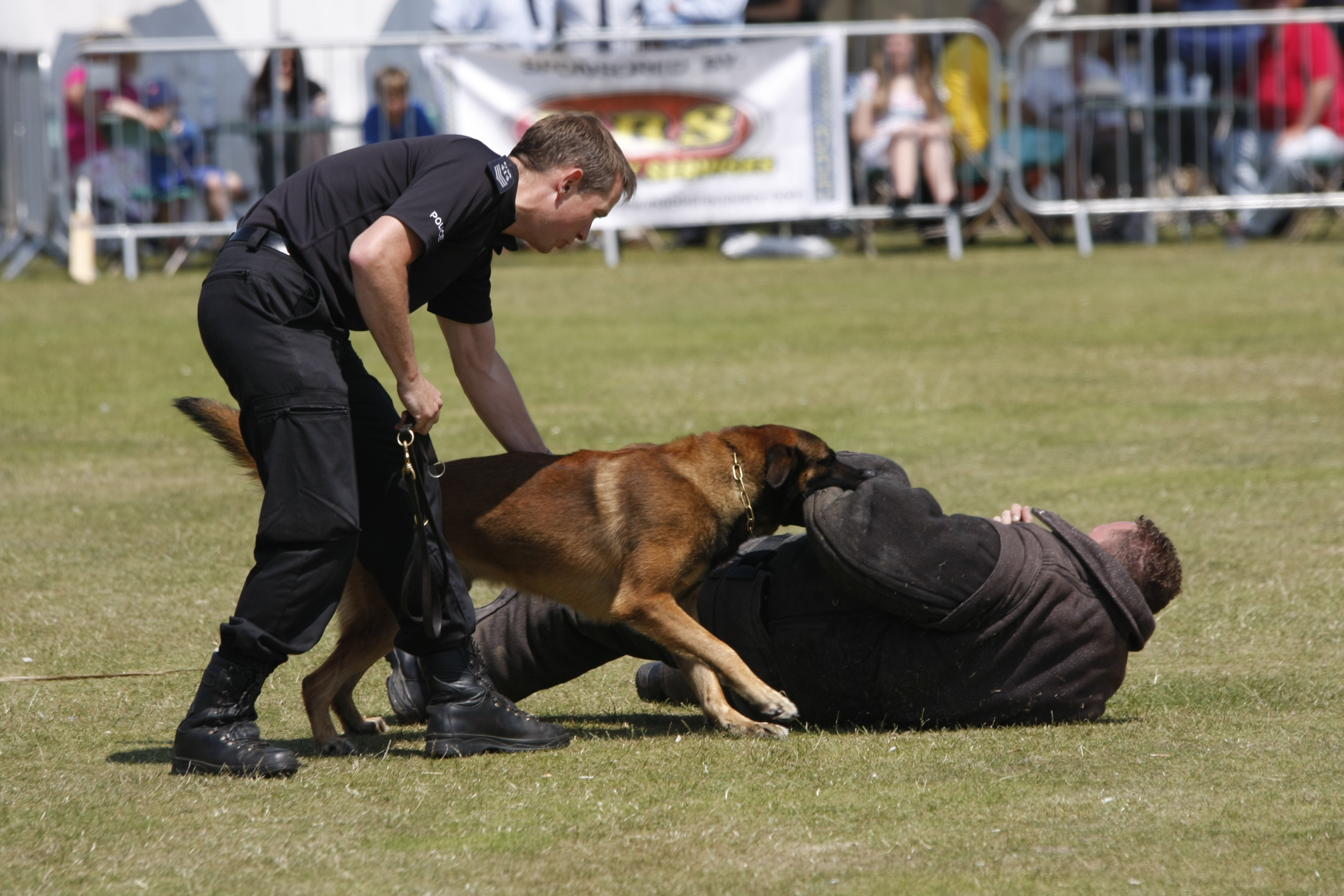
یک سگ پلیس

سگ پلیس که در کشورهای انگلیسی زبان به عنوان کی۹ شناخته می‌شوند. این سگ‌ها به‌طور خاص برای کمک به پلیس و دیگر کارکنان انتظامی آموزش می‌بینند. وظایف آن‌ها عبارتند از:جستجو برای مواد مخدر و مواد منفجره، پیدا کردن افراد گم شده، پیدا کردن شواهد صحنه جرم و حمله به افراد هدف پلیس. سگ پلیس باید چند نشانه کلامی و حرکات دست داشته باشد. از شایع‌ترین سگ‌های پلیس می‌توان به ژرمن شپرد اشاره کرد. در بسیاری از کشورها آسیب رساندن یا قتل عمدی سگ پلیس، جرم جنایی است.

## نژاد های محبوب
نژادهای سگ پلیس مشهور عبارتند از:
- بسکتبال (محل بمب و مواد مخدر)
- بیگل (محل بمب‌ها، مواد مخدر استفاده شده در سراسر جهان)
- مالینوای بلژیکی (حفاظت، حمله سگ، ردیابی مبتنی بر محوطه و ردیابی مبتنی بر هوا، محل قرارگیری بقای انسان، قرار دادن مواد مخدر، قرار دادن IED‌ها، قرار دادن شواهد)
- Bloodhound (شناسه خاص بوی، ردیابی، محل بمب، دارو، شواهد.)
- روتوایلر  (حفاظت، حمله سگ)
- انگلیسی کوک اسپانیل (اسلحه گرم، بمب، پول، مواد مخدر)
- دوبرمن پینچر (حفاظت، حمله سگ)
- چوپان هلندی (حفاظت، سگ حمله)
- اسپینجر اسپانیل (محل بمب‌ها، مواد مخدر)
- ژرمن شپرد (حفاظت، حمله سگ، ردیابی مبتنی بر زمین و ردیابی مبتنی بر هوا، محل قرارگیری بقای انسان، قرار دادن مواد مخدر، قرار دادن IED‌ها، قرار دادن شواهد)
- پوینتر آلمانی (ردیابی مبتنی بر زمین و ردیابی مبتنی بر هوا، محل قرارگیری مواد مخدر، نشان دادن مکان)
- لابرادور رتریور (حفاظت، سگ حمله، محل بمب‌ها، مواد مخدر)

## آموزش
آموزش مالینویز بلژیکی برای حمله
برای یک سگ که برای یک اداره پلیس در نظر گرفته می‌شود، ابتدا باید یک دوره آموزشی پایه اطاعت را گذراند. آن‌ها باید بدون تردید از دستور هادی هادی دستیار خود اطاعت کنند. این به افسر اجازه می‌دهد که کنترل کاملی از میزان نیروی سگ را در برابر یک مظنون داشته باشد. سگ‌هایی که در اروپا آموزش دیده‌اند معمولاً دستورها را در زبان مادری کشور می‌دهند. سگ‌ها در ابتدا با این زبان برای رفتار پایه آموزش دیده‌اند، بنابراین افسر آسان‌تر برای یادگیری لغات / دستورها جدید، به جای تکرار سگ به دستورهای جدید، آسان‌تر است. این بر خلاف باور عمومی است که سگ‌های پلیس در یک زبان مختلف آموزش دیده‌اند تا یک مظنون بتواند سگ را در برابر افسر فرمان دهد. 
سگ‌هایی که در اجرای قانون مورد استفاده قرار می‌گیرند، آموزش داده می‌شود که "هدف مشترک" یا "هدف دوگانه" باشند. سگ‌های تک منظوره عمدتاً برای پشتیبان گیری، حفاظت شخصی و ردیابی استفاده می‌شوند. با این حال، سگ‌های دوگانه بیشتر آموزش دیده‌اند. سگ‌های دوگانه هر کاری را انجام می‌دهند که سگ‌های مجرد انجام می‌دهند و همچنین مواد منفجره یا مواد مخدر را تشخیص می‌دهند. آموزش آن‌ها دشوار است و نیاز به تمایز بین انواع مواد مخدر دارد، در صورتی که بوی دیگری غوطه‌ور شود. این سگ‌ها می‌توانند بوی مواد مخدر را حتی اگر شما در حال پخت‌وپز استیک در کنار آن‌ها آن‌ها را سگ تشخیص مؤثر است. با این حال، آن‌ها نمی‌توانند آموزش ببینند تا بتوانند هر دو را تشخیص دهند. سگ‌ها فقط می‌توانند برای یک یا دیگری آموزش ببینند زیرا سگ نمی‌تواند در صورت یافتن مواد منفجره یا مواد مخدر به افسر ارتباط برقرار کند. وقتی یک سگ مواد مخدر در ایالات متحده به مأمور نشان می‌دهد که چیزی پیدا کرده‌است، افسر شایستگی قابل ملاحظه‌ای را برای جستجو کردن هر سگ که در آن اخطار (یعنی کیسه یا وسیله نقلیه) بدون حکم صادر می‌کند، جستجو می‌کند.

## پیشینه
اولین برنامه آموزش سگ پلیس در سال ١٨٨٩ در خنت بلژیک آغاز شد.این روش‌ها به زودی در پادشاهی اتریش-مجارستان و آلمان گسترش یافت و تحول علمی با آزمایش‌ها در زمینه پرورش و آموزش سگ صورت گرفت. 
پلیس آلمان ژرمن شپرد را به عنوان نژاد ایده‌آل انتخاب کرد و اولین مرکز آموزش سگ را در سال ١٩٢٠ تاسیس کرد. این مرکز در سال‌های بعد، از سگ‌های مالینوا در کنار ژرمن شپرد استفاده کرد.